# Illes de Joinville
Les illes de Joinville són un grup d'illes de l'Antàrtida, situades entre el mar de Weddell i l'estret de Bransfield, al nord-oest de la punta de la península Antàrtica, de la qual estan separades per l'estret Antàrtic.

## Geografia
La superfície total de l'arxipèlag és de 2.124,6 km². Són cinc les illes principals. L'illa de Joinville és la més gran de l'arxipèlag. Al nord, i separada pel canal de Larsen, hi ha l'illa d'Urville, la més septentrional de l'arxipèlag. La tercera illa en extensió és l'illa Dundee, i de mida més petita hi ha les illes Paulet i Bransfield. Les petites illes Peligro, a uns 20 quilòmetres a l'est-sud-est, també formen part d'aquest grup.

## Història
Les illes de Joinville foren descobertes el 1838 pel capità Jules Dumont D'Urville, en una expedició francesa, el qual les anomenà Terre Joinville en homenatge a Francesc d'Orleans, príncep de Joinville.